# Michael Laverty
Michael Laverty (Toomebridge, 7 juni 1981) is een Noord-Iers motorcoureur. Zijn broers Eugene en John zijn eveneens motorcoureurs.
Tussen 2001 en 2004 reed Laverty in het Brits kampioenschap Supersport en eindigde in de top 5 van het kampioenschap in de laatste drie seizoenen. In 2002 en 2003 reed hij ook enkele races in het wereldkampioenschap Supersport op een Honda. In 2005 en 2006 reed hij op een Honda in het Brits kampioenschap superbike. In 2005 werd hij tiende met podiumplaatsen op het Knockhill Racing Circuit en het Snetterton Motor Racing Circuit, waardoor hij werd uitgeroepen tot Iers motorcoureur van het jaar door het nationale tijdschrift Irish Racer. In 2006 stond hij niet op het podium, maar verbeterde zijn kampioenschapspositie wel naar de zevende plaats.
In 2007 keerde Laverty terug naar het Brits kampioenschap Supersport op een Suzuki. Hij behaalde de titel en keerde terug naar het Brits kampioenschap superbike in 2008. Met twee vierde plaatsen vroeg in het seizoen werd hij negende in het kampioenschap, maar toch besloot hij om in 2009 niet terug te keren. In plaats daarvan kwam hij uit in diverse races van het Amerikaanse AMA Superbike Championship, waarin hij met een tweede plaats op Road America zijn beste resultaat behaalde. Ook reed hij in 2009 de tweede helft van het seizoen in het wereldkampioenschap Supersport op een Honda en een Yamaha.
In 2010 keerde Laverty terug naar het Brits kampioenschap superbike op een Suzuki. Op Oulton Park behaalde hij zijn eerste overwinning en op het Croft Circuit zijn tweede, waardoor hij als vierde in het kampioenschap eindigde. In 2011 stapte hij over naar een Yamaha en won races op het Thruxton Circuit, Cadwell Park en Brands Hatch en werd opnieuw vierde in de eindstand. In 2012 kwam hij uit op een Honda en behaalde overwinningen op Snetterton en Knockhill en werd vijfde in het kampioenschap.
In 2013 maakte Laverty zijn debuut in het wereldkampioenschap wegrace op een PBM en behaalde drie punten in de Grand Prix van Spanje. Voor de laatste vijf races van het seizoen stapte het team over naar een ART. In 2014 keerde het team weer terug naar een PBM en Laverty wist hiermee negen punten te scoren in drie verschillende Grands Prix. In 2015 is Laverty testrijder voor Aprilia en reed hij de Grand Prix van Duitsland nadat de vaste coureur Marco Melandri het team verliet. Dit optreden was slechts eenmalig en in de volgende race werd hij weer vervangen door Stefan Bradl.